# 현명한 투자자
1949년에 처음 출판된 벤저민 그레이엄의 《현명한 투자자》 는 가치 투자에 관한 널리 찬사를 받은 책이다. 이 책은 주식 시장에서 가치 투자를 성공적으로 사용하는 방법에 대한 전략을 제공한다. 역사적으로 이 책은 투자에 관한 가장 인기 있는 책 중 하나였으며 그레이엄의 유산이 남아 있다.
이 책은 그레이엄이 1928년 컬럼비아 경영대학원에서 가르치기 시작했던 가치 투자를 기반으로 하며, 이후 David Dodd와 함께 개정되었다. 이 감정은 Irving Kahn 과 Walter Schloss 와 같은 다른 Graham 제자들도 반향을 일으켰다. 워렌 버핏은 20세에 이 책을 읽고 그레이엄이 가르친 가치 투자를 사용하여 자신의 투자 포트폴리오를 구축하기 시작했다.
그레이엄의 주요 투자 접근 방식은 가치 투자이다. 가치투자는 장기적으로 좋은 성과를 낼 수 있는 기업으로서의 역량을 갖춘 기업의 저평가된 주식을 대상으로 하는 투자 전략이다. 가치 투자는 시장의 단기 추세나 주식의 일일 움직임과 관련이 없다. 가치투자 전략은 기업의 장기적 성장 펀더멘털을 고려하지 않고 시장이 단기적으로는 가격변동에 과민반응한다고 생각하기 때문이다. 가장 기본적인 용어로 가치 투자는 주식의 진정한 가치를 알면 그 주식을 매도할 수 있다면 많은 돈을 절약할 수 있다는 전제에 기반한다.
그레이엄은 투자할 때 가치를 결정하는 것의 중요성을 설명한다. 가치를 위해 성공적으로 투자하고 단기 시장 호황과 불황에 참여하지 않으려면 기업의 가치를 결정하는 것이 필수적이다. 가치를 결정하기 위해 투자자는 기본 분석을 사용한다. 수학적으로, 특정 년 동안의 예상 수익에 회사의 자본화 요소를 곱하면 가치가 결정되고 주식의 실제 가격과 비교할 수 있다. 자본화 요소를 결정하는 데 포함되는 5가지 요소는 장기 성장 전망, 경영의 질, 재무 건전성 및 자본 구조, 배당 기록, 현재 배당률이다. 이러한 요소를 이해하기 위해 가치 투자자는 연례 보고서, 현금 흐름표 및 EBITDA와 같은 회사 재무, 회사 경영진의 예측 및 성과를 살펴본다. 이 정보는 SEC가 각 공개 회사에 요구하기 때문에 모두 온라인으로 제공된다.

## 같이 보기
- 증권 분석